# Riccardia boliviensis
Riccardia boliviensis là một loài rêu trong họ Aneuraceae. Loài này được Steph. Meenks mô tả khoa học đầu tiên năm 1987.